# Art Ingels
Art Ingels – mechanik, twórca pierwszego Gokarta (karta) wyścigowego.
Mechanik oddziału Kurtis Kraft w Glandale – firmy, która zajmowała się budowaniem samochodów wyścigowych w Indianapolis. Pierwszy kart Ingelsa powstał w 1956 roku. Nieskomplikowany, wysoki, z prymitywnym ręcznie uruchamianym hamulcem, był napędzany silnikiem West Bend używanym do kosiarki, o mocy 1,84 kW.